# 江国镇
江国镇（1936年10月—2016年9月13日），男，江西都昌人，中华人民共和国政治人物，曾任中共景德镇市委书记，江西省政协副主席、秘书长。